# Keystone Camera Company

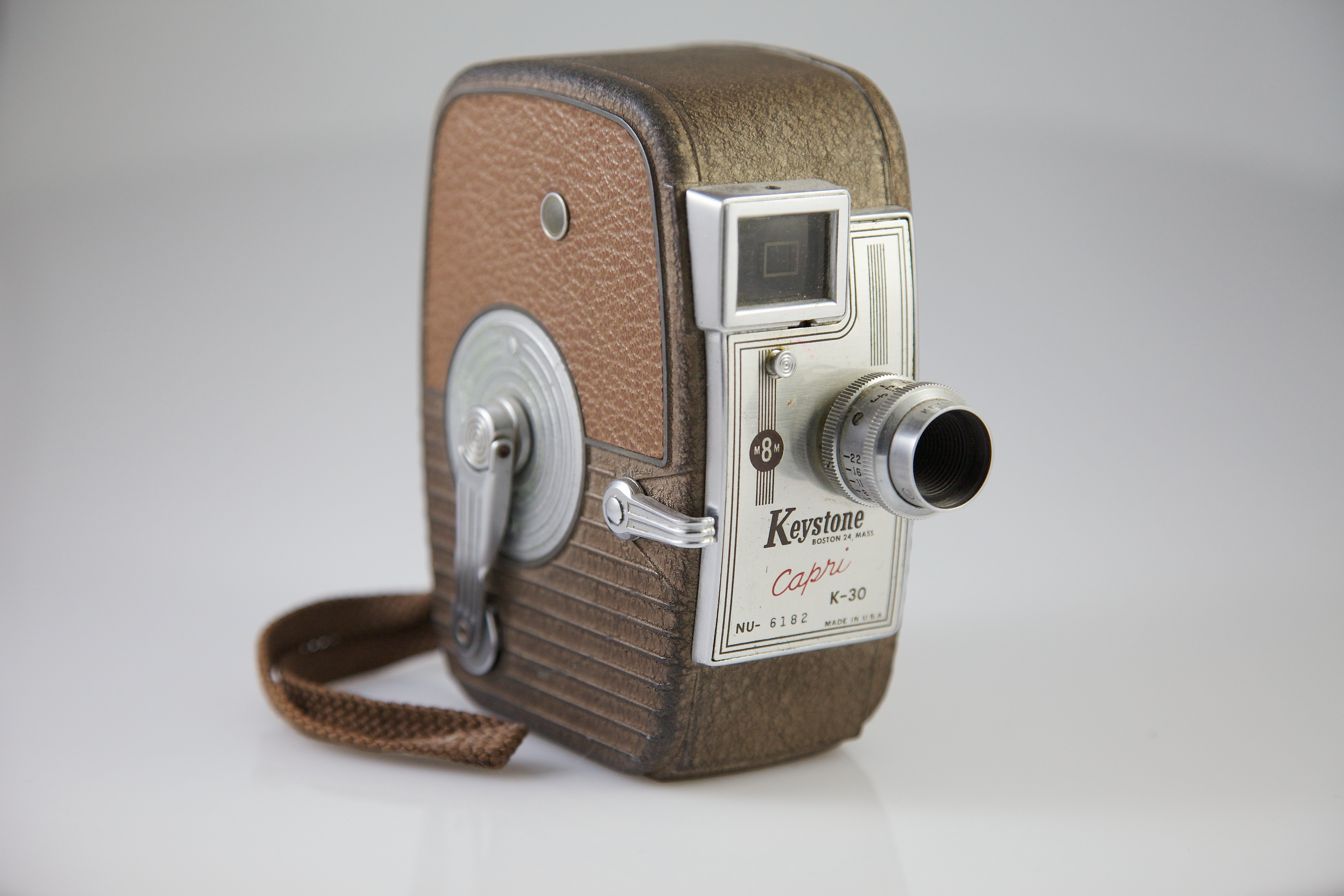
Cinepresa Keystone Capri K-30

Keystone Camera Company era un'azienda statunitense che produceva sia macchine fotografiche, sia cineprese e proiettori per il passo ridotto.

## Storia
I fratelli Marks, fabbricanti di giocattoli, fondarono nel 1919 a Boston, nel Massachusetts, la Keystone Camera Company, cominciando a produrre cineprese e proiettori, che soppiantarono gradualmente la produzione originaria.
L'azienda fu acquistata in seguito da Edward Shwartz che, insieme al figlio Jerry, realizzò una serie di prodotti in linea con le novità del tempo, come cineprese con motore elettrico e proiettori a caricamento automatico.
Nel 1965 la Keystone fu rilevata dalla Berkey Photo, trasferendosi a Clifton, nel New Jersey. Il nuovo proprietario, Ben Barkey, ne affidò la direzione a Sam Zansuer, grazie anche al quale il gruppo arrivò a sfidare l'egemonia della Kodak.
L'azienda fu infine acquistata dalla Concord Camera Corporation, ma terminò la sua attività nel 1991.
Accanto agli articoli cinematografici, la Keystone commercializzò anche una gamma completa di fotocamere nei formati 126 e 110.